# Peter Zwart (bestuurder)
Peter R. Zwart (1954) is een Nederlands topfunctionaris.
Zwart studeerde rechten aan de Universiteit van Leiden. Hij was gedurende zijn loopbaan onder meer lid van de raad van bestuur van Van Lanschot. Daarnaast was hij voorzitter van de raad van commissarissen van beursbedrijf Van der Moolen. Na het gedwongen vertrek van Richard den Drijver nam hij daar het roer over als de tijdelijke bestuursvoorzitter.
In 2011 werd Zwart benoemd tot CEO van Phanos N.V. en verantwoordelijk voor Phanos NV en Arkos Capital Group NV en haar faillissement.
Over de bestuursperiode dat Zwart leidinggevende was, is door De Nederlandsche Bank een onderzoek gestart, echter wil  DNB Zwart niet vervolgen voor de overtreding die onder zijn leiding is begaan (zie uitspraak College van Beroep Bedrijfsleven).
Hij was ook commissaris van de beursgenoteerde Aamigoo Group.